# Lenakapavir
Lenakapavir, pod zaščitenim imenom Sunlenca, je protiretrovirusno zdravilo za zdravljenje hiva/aidsa. V Združenih državah Amerike je pod zaščitenim imenom Yeztugo odobren tudi za preprečevanje okužbe s hivom (kot zaščita pred izpostavitvijo). Uporablja se skozi usta (peroralno) ali s podkožnim injiciranjem. Zdravilo v peroralni obliki (kot tablete) se uporablja za začetno polnilno odmerjanje pred uvedbo podkožnih injekcij. Lenakapavir deluje kot kapsidni zaviralec virusa HIV-1.
Najpogostejši neželeni učinki so reakcije na mestu injiciranja (pri podkožni aplikaciji) in slabost.
Za zdravljenje hiva/aidsa so ga v Evropski uniji odobrili avgusta 2022, v Kanadi novembra 2022 in v Združenih državah Amerike decembra 2022. Gre za prvo zdravilo v svojem razredu, ki je pridobilo odobritev za zdravljenje hiva/aidsa. Junija 2025 so lenakapavir v Združenih državah Amerike odobrili tudi za preprečevanje okužbe s hivom.

## Klinična uporaba
Lenakapavir pod zaščitenim imenom Sunlenca je v kombinaciji z drugimi protiretrovirusnimi zdravili indiciran za zdravljenje odraslih, okuženih s hivom (in sicer z virusom HIV-1). Uporablja se pri bolnikih, ki so bili zdravljeni že s številnimi drugimi shemami zdravljenja in so razvili večkratno odpornost proti drugim protivirusnim učinkovinam in zato obstoječa shema ni več učinkovita.
V Združenih državah Amerike je lenakapavir pod zaščitenim imenom Yeztugo odobren tudi kot zaščita pred izpostavitvijo.

## Odmerjanje
Ob uvedbi zdravljenja z lenakapavirjem se najprej uporabijo trije polnilni peroralni odmerki (na 1., 2. in 8. dan). 15. dan se uporabi prvi parenteralni odmerek (podkožna injekcija), ki se nato daje vsakih šest mesecev.

## Mehanizem delovanja
Lenakapavir je zaviralec kapsidne funkcije virusa HIV-1 in je prvo zdravilo v svojem razredu, ki je odobreno za klinično uporabo. Ovira privzem provirusne DNK v jedro,  sestavljanje in sproščanje virusa ter tvorbo virusne kapside. Tako zavira virusno replikacijo na več korakih virusnega življenjskega kroga, in sicer tako v njegovih zgodnjih kot poznih fazah. In vitro lenakapavir izkazuje protivirusno aktivnost tudi proti virusom HIV-1, ki imajo mutacije, povezane z odpornostjo proti poglavitnim razredom protiretrovirusnih zdravil.